# Schorfheide
Schorfheide è un comune di 10 205 abitanti del Brandeburgo, in Germania.

Appartiene al circondario (Landkreis) del Barnim (targa BAR).

## Geografia antropica

### Suddivisioni amministrative
Il territorio comunale comprende 9 centri abitati (Ortsteil):
- Altenhof
- Böhmerheide
- Eichhorst
- Finowfurt
- Groß Schönebeck
- Klandorf
- Lichterfelde
- Schluft
- Werbellin

## Società

### Evoluzione demografica
- Sviluppo della popolazione dal 1875 entro gli attuali confini (Linea Blu: Popolazione; Linea puntata: Confronto dello sviluppo della popolazione dello stato del Brandenburgo; Sfondo grigio: Ai tempi del governo nazista; Sfondo rosso: Al tempo del governo comunista)
- Sviluppo recente della popolazione (Linea blu) e previsioni

| Anno | Abitanti |
| ---- | -------- |
| 1875 | 6 223    |
| 1890 | 7 440    |
| 1910 | 8 055    |
| 1925 | 8 685    |
| 1933 | 9 978    |
| 1939 | 10 951   |
| 1946 | 12 001   |
| 1950 | 11 943   |
| 1964 | 10 761   |
| 1971 | 10 335   |
| 1981 | 9 377    |

| Anno | Abitanti |
| ---- | -------- |
| 1985 | 9 187    |
| 1989 | 9 024    |
| 1990 | 8 974    |
| 1991 | 8 892    |
| 1992 | 8 970    |
| 1993 | 9 238    |
| 1994 | 9 425    |
| 1995 | 9 585    |
| 1996 | 9 768    |
| 1997 | 10 015   |

| Anno | Abitanti |
| ---- | -------- |
| 1998 | 10 183   |
| 1999 | 10 324   |
| 2000 | 10 420   |
| 2001 | 10 456   |
| 2002 | 10 403   |
| 2003 | 10 489   |
| 2004 | 10 461   |
| 2005 | 10 397   |
| 2006 | 10 342   |
| 2007 | 10 331   |

| Anno | Abitanti |
| ---- | -------- |
| 2008 | 10 241   |
| 2009 | 10 172   |
| 2010 | 10 234   |
| 2011 | 9 858    |
| 2012 | 9 837    |
| 2013 | 9 747    |
| 2014 | 9 759    |
| 2015 | 9 908    |
| 2016 | 9 966    |
| 2017 | 9 947    |

| Anno | Abitanti |
| ---- | -------- |
| 2018 | 9 999    |
| 2019 | 10 143   |
| 2020 | 10 191   |

Fonti dei dati sono nel dettaglio nelle Wikimedia Commons..

## Amministrazione

### Gemellaggi
- Dorossiamasso
- Korschenbroich
- Mielno